# Ballet van de XXste Eeuw
Het Ballet van de XXste Eeuw (Frans: Ballet du XXe siècle) was een Brussels vernieuwend maar toch klassiek balletgezelschap opgericht in 1960 door de Franse choreograaf Maurice Béjart. 
Het gezelschap zou tot 1987 actief blijven, het jaar waarin Béjart naar Lausanne vertrok en daar een nieuw gezelschap startte. De vaste residentie van het gezelschap was De Munt hoewel sommige producties niet konden opgevoerd worden binnen de grenzen van de scène van deze schouwburg en voor grote sportstadia werden gecreëerd.
Béjart had met zijn voorstelling Arcane(II) opgevoerd tijdens de Expo 58 en in 1959 met een interpretatie van Le Sacre du printemps in De Munt zelf, schouwburgdirecteur Maurice Huisman overtuigd, en die slaagde erin Béjart aan te trekken voor de leiding van een vast dansensemble.  Béjart zou uiteindelijk 27 jaar lang blijven en stichtte samen met het Ballet van de XXste Eeuw ook een dansschool verbonden aan het ballet, Mudra en een meer experimentele dansgroep Yantra. Ook deze werden opgeheven na zijn ruzie met Gerard Mortier en daaropvolgend vertrek in 1987. Gekende leerlingen van Mudra waren onder meer Maguy Marin, Nicole Mossoux, Anne Teresa De Keersmaeker, Michèle-Anne de Mey en Pierre Droulers.
Met het Ballet van de XXste Eeuw creëerde Béjart meerdere grote producties waaronder Les Quatre Fils Aymon (1961), Messe pour le Temps Présent (1967), Nijinsky (1972), I Triomfi del Petrarca (1974), Notre Faust (1975), Le Molière Imaginaire (1976), Dichterliebe/Amor di Poeta (1975), Wien, Wien nur du allein (1982), Thalassa-Mare Nostrum (1982), Dionysos (1984), Le Concours (1985), Le Martyre de St. Sébastien (1986) en Trois Préludes pour Alexandre.
Het Ballet van de XXste Eeuw en Béjart werden gelauwerd met onder meer in 1974 de Erasmusprijs, in 1975 de Dance Magazine Award en in 1986 de Orde van de Rijzende Zon.